# Liste des anciennes communes de la province de Drenthe
En 1812, la province néerlandaise de Drenthe comptait 29 communes ; en 1900, elle en comptait 34. Depuis 2004, il n'y a plus que 12. Toutefois, le nombre de communes de Drenthe a été très stable aux siècles derniers, mise à part la grande vague de fusions en 1998.
Étape principale des fusions :
- 1998 : La province entière

## Liste des fusions des communes de Drenthe

### 2000
- Middenveld > Midden-Drenthe - modification du nom officiel

### 1999
- Zuidlaren > Tynaarlo - modification du nom officiel

### 1998
- Anloo > Aa en Hunze*
- Beilen > Middenveld*
- Borger > Borger-Odoorn*
- Dalen > Coevorden
- Diever > Westerveld*
- Dwingeloo > Westerveld*
- Eelde > Zuidlaren*
- Gasselte > Aa en Hunze*
- Gieten > Aa en Hunze*
- Havelte > Westerveld*
- Nijeveen > Meppel
- Norg > Noordenveld*
- Odoorn > Borger-Odoorn*
- Oosterhesselen > Coevorden
- Peize > Noordenveld*
- Roden > Noordenveld*
- Rolde > Aa en Hunze*
- Ruinen > De Wolden*
- Ruinerwold > De Wolden*
- Schoonebeek > Emmen
- Sleen > Coevorden
- Smilde > Middenveld*
- Vledder > Westerveld*
- Vries > Zuidlaren*
- Westerbork > Middenveld*
- De Wijk > De Wolden*
- Zuidwolde > De Wolden*
- Zweeloo > Coevorden

### 1884
- Création de Schoonebeek à partir de Dalen

### 1819
- Création d'Oosterhesselen à partir de Dalen
- Création de Peize à partir d'Eelde
- Création de Sleen à partir de Zweeloo
- Création de Vledder à partir de Diever

## Référence et source
- (nl) Ad van der Meer et Onno Boonstra, Repertorium van Nederlandse gemeenten 1812-2006, DANS Data Guide 2, La Haye, 2006